# Instituto de Ciencias Económicas y de la Autogestión

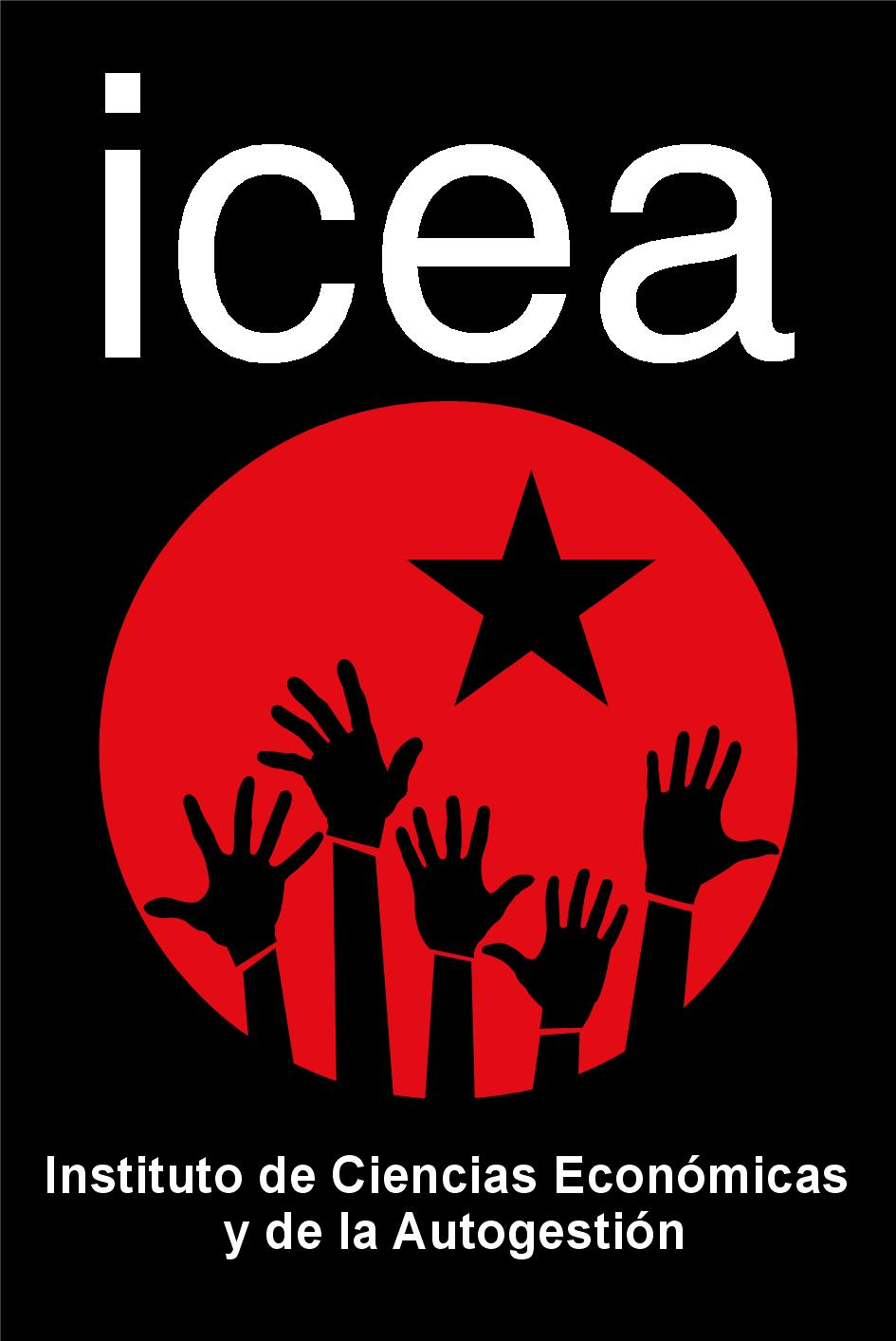
Logotipo del ICEA

El Instituto de Ciencias Económicas y de la Autogestión - ICEA, es una asociación sociocultural que desarrolla actividades de formación y divulgación en economía política, ciencias sociales y autogestión obrera desde el enfoque del anarcosindicalismo y afines. Fue creado en el año 2008, y toma su nombre del “Institut de Ciencies Econòmiques de Catalunya”, creado en 1931 Barcelona por Joan Porqueras i Fàbregas. Esta entidad histórica organizó hasta 1939 cursos, conferencias y debates sobre temas económicos y sociales. Su principal objetivo es el análisis del capitalismo y la investigación sobre cómo sustituirlo por la colectivización autogestionaria, así como la divulgación de esta información al movimiento obrero y otros movimientos sociales.

## Historia
En el año 2005, en el Periódico CNT comenzó su andadura una nueva sección de economía, surgida como iniciativa de dos militantes, con la pretensión de compartir con el resto de la militancia y demás lectoras sus conocimientos de economía. A partir de entonces, militantes anarquistas y con conocimientos en diferentes ámbitos académicos entraron en contacto y fueron perfilando lo que hoy en día es el ICEA. En un principio formaron parte del Centre d’Estudis Llibertaris Francesc Sabat de la Confederación Nacional del Trabajo de Terrasa, si bien al de poco tiempo, decidieron crear una asociación independiente. Las primeras asambleas se celebraron en Madrid y en Romo (Guecho), si bien su legalización se tramitó en 2009, formalizándose como asociación en 2010, con sede en Barcelona. La asociación se dio a conocer durante el inicio de la crisis económica de 2008 mediante charlas y materiales divulgativos sobre la misma.

## Colaboraciones
El ICEA colabora con diferentes organizaciones y redes que apoyen la autogestión a nivel estatal o internacional. El ICEA gestiona el blog Economía Para Todas de El Salto, colabora con el blog Lanaren Ekonomia del mismo medio; miembros participan en la Asociación de Economía Crítica, entre otras. La asociación ha sido partícipe del Primer Encuentro regional europeo "La economía de los trabajadores", además de participar en los encuentros internacionales y europeos. Sobre organizaciones sindicales, ha colaborado de diferentes maneras con la Confederación Nacional del Trabajo y la Confederación Sindical Solidaridad Obrera.
- Economía Para Todas - Blog de El Salto
- Lanaren Ekonomia - Blog de Hordago El Salto
- Sección de economía del Periódico CNT (2005-2015)
- Economía Para Todos -  Blog de Diagonal[11]

## Listado de asambleas y presidencias
Presidencias:
- Lluís Rodríguez (2008-2010)
- Luis Buendía (2010-2014)
- José Luis Carretero Miramar (2014-2018)
- Endika Alabort (2018-...)

Asambleas Generales
- 2008: Madrid (enero) y Romo (febrero)
- 2008: Barcelona (septiembre)
- 2012: Madrid
- 2013: Premiá
- 2016: Madrid
- 2018: Madrid